# 宮川典子
宮川 典子（みやがわ のりこ、1979年〈昭和54年〉4月5日 - 2019年〈令和元年〉9月12日）は、日本の政治家。位階は正五位。
自由民主党所属の元衆議院議員（3期）、文部科学大臣政務官（第3次安倍第3次改造内閣・第4次安倍内閣）。

## 来歴・人物
東京都生まれ、山梨県育ち。父は商店街で酒屋を経営していた。母は製糸業を営む家庭の娘で高校の英語教師をしていた。祖父は元教育長で、弟と従兄弟も教員という教育一家である。10歳の時に父親を末期癌で亡くす。山梨学院幼稚園、山梨市立日下部小学校、山梨英和中学校、山梨学院大学附属高等学校を経て、2002年に慶應義塾大学文学部人間関係学科教育学専攻を卒業。母校の山梨学院大学附属中・高で英語教師を5年間務めた後、2007年（平成19年）に退職し、松下政経塾へ入塾する。
入塾中に自民党山梨県参議院選挙区第2支部長を務め、卒塾した2010年（平成22年）の第22回参議院議員通常選挙に山梨県選挙区で自民党公認候補として立候補するも、民主党現職の輿石東に3,700票差で敗れて落選する。
その後、自民党山梨県第1選挙区支部長を務めて衆議院へ転出し、2012年（平成24年）の第46回衆議院議員総選挙に山梨1区で立候補すると、元環境大臣で民主党から日本維新の会へ鞍替えした小沢鋭仁、輿石からの要請で民主党から刺客として立候補した内閣官房副長官の斎藤勁を破り、初当選する。
2014年（平成26年）の第47回衆議院議員総選挙に山梨1区で立候補し、民主党公認の中島克仁に敗れるも、比例復活で再選される。
2017年（平成29年）8月に、第3次安倍第3次改造内閣で文部科学大臣政務官（教育の再生、文化の振興を担当）に任命され、10月の第48回衆議院議員総選挙に比例南関東ブロックで自民党単独候補1位として立候補し、3回目の当選となる。
2018年（平成30年）に、自民党の県議18人から2019年山梨県知事選挙へ立候補を要請されるも、10月2日に「知事選には出ない」旨を述べた。
2019年（平成31年）4月1日に東京都心部でタクシーを降車後に車ではねられて救急搬送されるも、5月6日に退院して政治活動を再開した。
2016年頃より乳がんにより闘病をしながら議員活動を続けていたが、2019年（令和元年）9月12日20時25分に、都内の病院で死去した。40歳没。没日をもって正五位叙位、旭日中綬章が追贈され、11月12日の衆議院本会議で野田聖子により追悼演説が行われた。

## 政策
- 女性宮家に反対[15]する。
- 憲法改正に賛成[16]する。改正すべき項目に緊急事態条項・国民の権利と義務を挙げる[17]。
- アベノミクスを評価[16][17]する。
- 消費税軽減税率の導入に賛成[16]する。
- 原発は日本に必要[16]である。
- 村山談話・河野談話は見直すべき[16]である。
- ヘイトスピーチを法律で規制することに反対[16]する。
- 安全保障関連法の成立を評価[17]する。
- 組織犯罪処罰法を評価[17]する。
- 受動喫煙対策を強化する健康増進法改正案に賛成[18]し、受動喫煙防止議員連盟の事務局次長を務めていたが、2017年4月に脱会した[18]。
- LGBT理解増進法の成立に向け党特命委員会事務局長を務めた。

## 所属団体・議員連盟
- 日本会議国会議員懇談会[19]
- 神道政治連盟国会議員懇談会[19]
- みんなで靖国神社に参拝する国会議員の会[19]
- 文化芸術懇話会[20]
- ジュエリー議員連盟[21]
- 日本の印章制度・文化を守る議員連盟（幹事）[22]

## 著作
主著
- 『漂流しはじめた日本の教育 教育現場のデジタル化は誰のため?』ポプラ社、2013年12月。ISBN 978-4591137413。